# 1975-ös Formula–1 belga nagydíj
A belga nagydíj volt az 1975-ös Formula–1 világbajnokság hatodik futama.

## Futam
| Helyezés | #  | Versenyző          | Csapat/Motor     | Körök | Idő/Kiesés oka | Rajthely | Pontszám |
| -------- | -- | ------------------ | ---------------- | ----- | -------------- | -------- | -------- |
| 1        | 12 | Niki Lauda         | Ferrari          | 70    | 1:43:53,98     | 1        | 9        |
| 2        | 3  | Jody Scheckter     | Tyrrell-Ford     | 70    | + 19,22        | 9        | 6        |
| 3        | 7  | Carlos Reutemann   | Brabham-Ford     | 70    | + 41,82        | 6        | 4        |
| 4        | 4  | Patrick Depailler  | Tyrrell-Ford     | 70    | + 1:00,08      | 12       | 3        |
| 5        | 11 | Clay Regazzoni     | Ferrari          | 70    | + 1:03,84      | 4        | 2        |
| 6        | 16 | Tom Pryce          | Shadow-Ford      | 70    | + 1:28,45      | 5        | 1        |
| 7        | 1  | Emerson Fittipaldi | McLaren-Ford     | 69    | + 1 kör        | 8        |          |
| 8        | 8  | Carlos Pace        | Brabham-Ford     | 69    | + 1 kör        | 2        |          |
| 9        | 14 | Bob Evans          | BRM              | 68    | + 2 kör        | 20       |          |
| 10       | 18 | John Watson        | Surtees-Ford     | 68    | + 2 kör        | 18       |          |
| 11       | 28 | Mark Donohue       | Team Penske-Ford | 67    | + 3 kör        | 21       |          |
| 12       | 30 | Wilson Fittipaldi  | Fittipaldi-Ford  | 67    | + 3 kör        | 24       |          |
| Kiesett  | 22 | François Migault   | Hill-Ford        | 57    | Felfüggesztés  | 22       |          |
| Kiesett  | 9  | Vittorio Brambilla | March-Ford       | 54    | Fék            | 3        |          |
| Kiesett  | 6  | Jacky Ickx         | Lotus-Ford       | 52    | Fék            | 16       |          |
| Kiesett  | 5  | Ronnie Peterson    | Lotus-Ford       | 36    | Fék            | 14       |          |
| Kiesett  | 21 | Jacques Laffite    | Williams-Ford    | 18    | Váltó          | 23       |          |
| Kiesett  | 10 | Lella Lombardi     | March-Ford       | 18    | Motorhiba      | 17       |          |
| Kiesett  | 23 | Tony Brise         | Hill-Ford        | 17    | Motorhiba      | 7        |          |
| Kiesett  | 24 | James Hunt         | Hesketh-Ford     | 15    | Erőátvitel     | 11       |          |
| Kiesett  | 17 | Jean-Pierre Jarier | Shadow-Ford      | 13    | Kicsúszás      | 10       |          |
| Kiesett  | 20 | Arturo Merzario    | Williams-Ford    | 2     | Kuplung        | 19       |          |
| Kiesett  | 26 | Alan Jones         | Hesketh-Ford     | 1     | Baleset        | 13       |          |
| Kiesett  | 2  | Jochen Mass        | McLaren-Ford     | 0     | Baleset        | 15       |          |

## Statisztikák
Vezető helyen:
- Carlos Pace: 3 (1-3)
- Vittorio Brambilla: 2 (4-5)
- Niki Lauda: 65 (6-70)

Niki Lauda 4. győzelme, 12. pole-pozíciója, Clay Regazzoni 7. leggyorsabb köre.
- Ferrari 54. győzelme.